# Benue
Benue (fransk: la Bénoué) er den største sideflod til Niger.  Floden er ca. 1.400 km lang, heraf løber ca. 1.000 i Nigeria. Floden er i sommermånederne sejlbar i næsten hele sin længde, og floden er følgelig en vigtig transportvej i de områder den løber igennem. I Nigeria løber den øvre del gennem delstaten Taraba, og den nedre del gennem delstaten Benue. Området er ofte plaget af malaria.

## Eksterne links
- Wikimedia Commons har flere filer relateret til Benue

7°47′00″N 6°46′00″Ø / 7.78333°N 6.76667°Ø